# 大靖政権

大靖政権
大靖政權

大靖政権（たいせいせいけん、繁体字中国語: 大靖政權）とは日本の台湾統治時代初期における台湾抗日運動において、黄国鎮（嘉義郡大埔庄出身）が1897年に台湾に樹立した軍事政権である。

## 概要
1897年1月から1898年11月25日まで、台湾の抗日勢力の一派だった黄国鎮が、嘉義東堡の山中に籠もって軍事政権を樹立した。そして自らを皇帝と称し、私年号である大靖（台湾の歴史において、2024年現在台湾独自で制定された最後の年号）を制定した。その後、黄国鎮は台湾総督府に対し綏撫政策として、以下の3つの条件を突きつけた。
1. 父親である黄响を大埔庄の長に就かせること。
2. 毎月320円（当時の日本円のレート）を支給すること。40の軍事部があるので、1つの軍事部に付き毎月8円の支給がある。
3. 大埔庄を防衛している日本軍を直ちに撤退させること[2]。

台湾総督府の事務嘱託だった白井新太郎が3つの条件を全て呑んだため、黄国鎮は政権を閉じ、1899年3月に嘉義東堡の山を下りた。